# Onthophagus sakamakii
Onthophagus sakamakii är en skalbaggsart som beskrevs av Ochi, Kon och Kawahara 2010. Onthophagus sakamakii ingår i släktet Onthophagus och familjen bladhorningar. Inga underarter finns listade i Catalogue of Life.